# Basse-Terre
Basse-Terre är departementet Guadeloupes huvudstad, med 9 419 invånare år 2022. Basse-Terre ligger på ön Île de Basse-Terre nära foten av den cirka 1 467 m höga vulkanen La Grande Soufrière, vilket har påverkat orten Basse-Terre genom historien. Fram till 1967 var staden den största på Guadeloupe, men efter att man befarat ett stort vulkanutbrott evakuerades befolkningen från området. Även större delen av industrierna flyttades framför allt till Pointe-à-Pitre vilket sedermera blivit Guadeloupes största stad.

## Befolkningsutveckling
Antalet invånare i kommunen
| Referens: INSEE |

## Kända personer från Basse-Terre
- Marie-José Pérec, friidrottare